# Нічний спосіб життя тварин

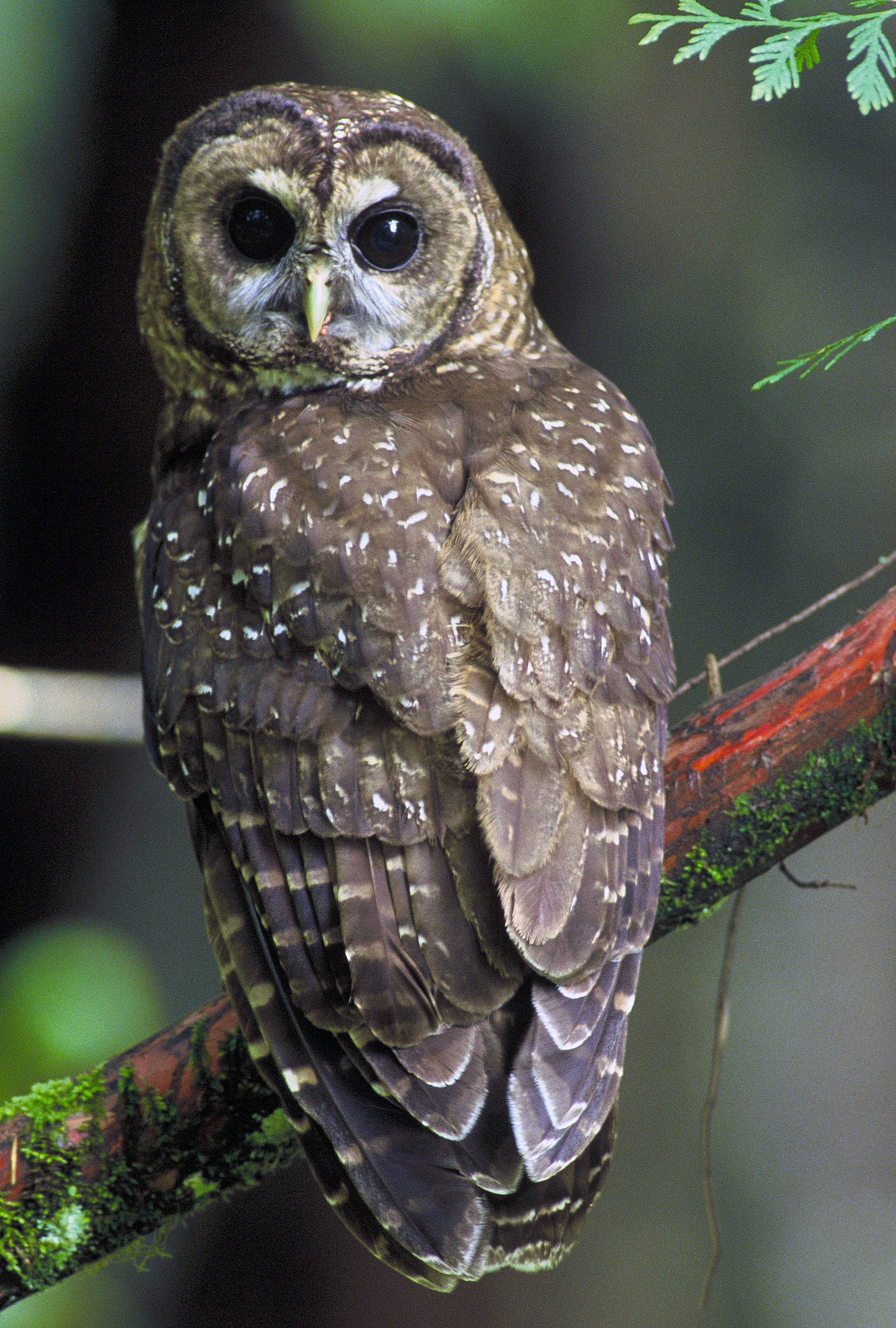
Сови одні з найяскравіших представників серед тварин, що ведуть нічний спосіб життя, але деякі види сов можуть бути активними вдень.

Нічний спосіб життя тварин — це особлива поведінка тварин, при якій активне життя здебільшого ведеться серед ночі, а сон серед дня.
Нічні тварини зазвичай мають добре розвинені відчуття: слух, нюх, і спеціально пристосований зір. Така поведінка може допомагати уникати хижаків (наприклад, метелику Helicoverpa zea (бавовняна совка)). Деякі тварини, такі як кішки і тхори, мають очі, які можуть адаптовуватися до умов малої освітленості і яскравого денного світла однаково добре. Інші тварини, такі як галагові примати або (деякі) кажани, можуть орієнтуватись лише вночі. Багато нічних тварин, наприклад довгоп'ятові та деякі сови, мають досить великі очі в пропорціях до розмірів свого тіла. Ця особливість компенсує низьку інтенсивність світла вночі. Вони мають більшу рогівку, ніж денні тварини, яка дозволяє збільшити зорову чутливість в умовах низької освітленості.
Денні тварини, а саме білки і співочі птахи, ведуть активне життя серед дня. Сутінкові види тварин (ті, що адаптовані до життя в сутінках), такі як кролі, скунси, коти, тигри, і гієни, часто помилково відносять до нічних тварин.
Більшість людей ведуть денний спосіб життя, але є й такі, які через різноманітні особисті та соціально-культурні причини тимчасово або постійно ведуть активне життя серед ночі.
Найвідоміші істоти, що ведуть нічний спосіб життя — це коти, мишоподібні, їжаки, кажани та сови. Всі вони мають підвищені відчуття (включаючи зір).

## Пристосування для виживання

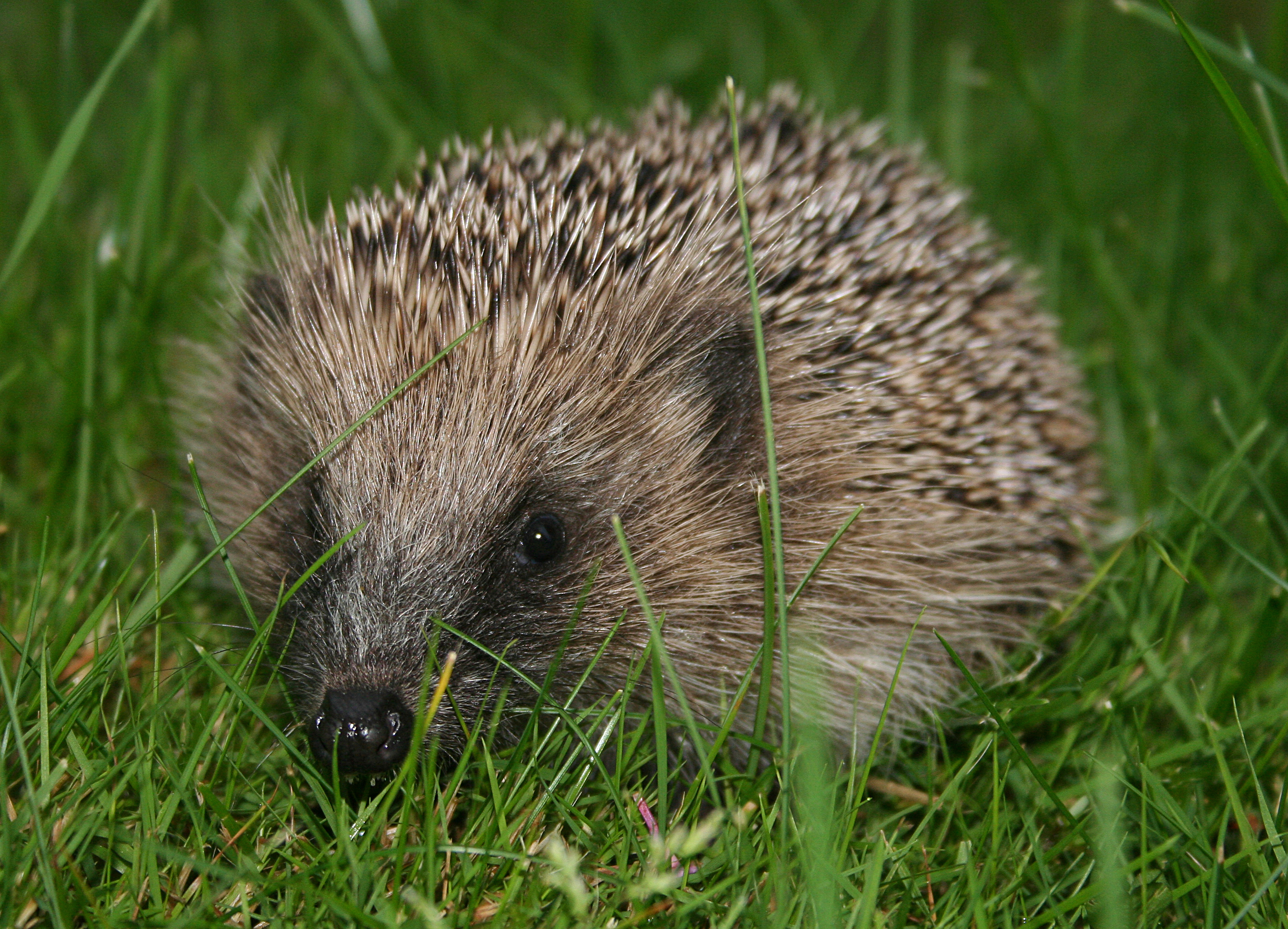
Їжаки ведуть переважно нічний спосіб життя

### Конкуренція за ресурси
Активність серед ночі є деякою формою диференціації ніші, де екологічна ніша видів поділяється не за кількістю ресурсів, а кількістю часу. Яструби і сови можуть полювати на тому самому полі або лугу на один і той самий вид гризунів, не вступаючи в конфлікт, оскільки яструби — денні, а сови — нічні птахи. Таким чином вони не конкурують за здобич один одного.

### Хижацтво
Нічний спосіб життя також є однією із форм маскування — адаптацією, що допомагає уникнути полювання на себе, або навпаки для легшого полювання на жертву, що погано бачить у темряві. Однією з причин, чому леви полюбляють полювати вночі — це те, що багато з жертв, на яких вони полюють (зебри, антилопи гну тощо) мають ослаблене нічне бачення.

### Збереження води в організмі
Інша причина вести нічний спосіб життя для тварин — збереження води у своєму організмі. Це особливо важливо в посушливих біомах, таких як пустелі, де нічна поведінка запобігає втраті води під час спекотного і сухого денного періоду доби. Ця адаптація підсилює осморегуляцію. Економія води є однією із причин, чому леви віддають перевагу полювати вночі.
Багато видів рослин, які ростуть на посушливих територіях адаптувалися таким чином, аби відкривати квітки лише в нічний час, коли інтенсивне сонячне світло і тепло не може засушити й знищити їх вологі, ніжні квіти. Ці квіти запилюються кажанами, іншим представником нічних тварин.